# کوهلبرگ
کوهلبرگ (انگلیسی: Kohlberg) شرکت سرمایه‌گذاری آمریکایی است، که در سال ۱۹۸۷ تأسیس شد.